# 寿山
寿山（壽山、ことぶきやま/Shòu Shān）または柴山は、台湾南部の高雄市南西の浜海に臨んで位置する山の一つで、高雄市の海の自然の障壁である。その地質は隆起したサンゴ礁の石灰岩に属し、天然の洞穴が非常に多い。旧称：高雄山、打狗山、エープヒル（Apes' Hill）。

## 名称について
1923年（大正12年）4月22日、摂政宮皇太子裕仁親王（後の昭和天皇）は、台湾行啓の折りエープヒルに登山した。
同年4月27日に裕仁親王は離台し、台湾からの帰途、4月29日に誕生日を迎えた。裕仁親王から同日付で台湾第2の高峰シルビヤ山を「次高山」とするよう沙汰があり、台湾総督府はその通り命名した。同日付で高雄山（エープヒル）も「寿山」に改称しているが、次高山と異なり、告示に皇太子への直接的な言及はない。

## 概要
山の上に寿山公園、龍泉寺、千光寺、法興寺、元亨寺、忠烈祠、動物園などの観光名所がある。その中の寿山公園では、山頂にて高雄港の眺望や西子湾に沈む夕日、高雄市の夜景を鑑賞することができる。
寿山は高雄市民にとり憩いと休息、登山、自然観察、人文活動などに欠かせない行き先となっている。寿山の南には日本時代にすぐに開発された寿山公園、動物園があり毎年30万人の観光客を引きつける。寿山の北方地区は長期の軍事管制のため、独特の生態系が保存され、タイワンザルは更に寿山の代表的野生動物である。1989年から、軍が次第に管制の範囲を解除したため、高雄市政府は1998年に桟道を敷き、寿山は更に市民にとって休日の登山、レジャーなどに人気のある場所となった。寿山の自然林は高雄市の「都市の肺」と呼ばれている。